# 四季青街道 (兰州市)
四季青街道，是中华人民共和国甘肃省兰州市西固区下辖的一个乡镇级行政单位。

## 行政区划
四季青街道下辖以下地区：
合水南路社区、西固巷社区、桃园社区、古城社区、四季青社区、杏胡台村、马耳山村和光月山村。